# Лето на балконе
«Лето на балконе» (нем. Sommer vorm Balkon, англ. Summer in Berlin) — фильм немецкого кинорежиссёра Андреаса Дрезена о любви, дружбе, солидарности, безработице, одиночестве, о переплетении трагического с комическим в повседневной жизни. С сентября 2005 года фильм демонстрировался на разных кинофестивалях. В 2006 году после запуска в прокат его посмотрели около миллиона кинозрителей Германии.

## Сюжет
В старом многоквартирном доме берлинского района Пренцлауэр-Берг живут Катрин и Нике, две ещё довольно молодые женщины, не добившиеся карьерных успехов. На первом этаже снимает квартиру Катрин, в исполнении актрисы Инки Фридрих — безработная мать-одиночка, после развода приехавшая из Фрайбурга с сыном-подростком (Винцент Редецки — Макс), надеясь в столице найти подходящее предложение на бирже труда. Живущая на самом верхнем этаже Нике, которую играет Надя Уль, выросла в ГДР, выучилась на швею, но работу нашла только  по уходу за престарелыми, которых она посещает на дому, помогая им по хозяйству.
Летом в квартире Нике на балконе подруги по вечерам обсуждают за рюмкой вина переживания влюблённого в одноклассницу Макса (сына Катрин), свои проблемы с мужчинами и страхи остаться безработными в новых условиях после объединения Германии. 
Гармонию отношений между подругами нарушает  появление в жизни Нике после ДТП Рональда, шофёра-дальнобойщика, которого играет Андреас Шмидт. Рональд чуть не задавил ехавшую на велосипеде Нике, но всё обошлось, и новый знакомый  воспользовался её гостеприимством. Первое время Нике и Рональд выглядели влюблёнными и счастливыми. 
Однако Катрин сразу почувствовала себя отторгнутой и одинокой. После агрессивного поведения в пивном баре по подозрению в алкоголизме её отправили в психиатрическую лечебницу. Нике приняла на себя заботу о сыне подруги. 
Идиллия с Рональдом резко оборвалась, когда Нике узнала во время задушевного разговора на балконе, что он женат и имеет троих детей от разных матерей. В знак протеста Нике оставила Рональда ночевать на балконе, заперев изнутри входную дверь в комнату. 
После возвращения Катрин из лечебницы её дружба с Нике заново налаживается. Фильм заканчивается кадрами подготовленного к капитальному ремонту и скрытого за воздвигнутыми строительными лесами их опустевшего дома.

## Фон
Съёмки велись в реальном угловом доме на Гельмгольцплац, с балкона которого видна аптека, куда в фильме не раз заходит Катрин. В эпизодах среди  посетителей местного бара мелькает легко узнаваемая знаменитость — актёр и музыкант Аксель Праль, который играл главную роль в фильме 2002 года «Половина лестницы» режиссёра Андреаса Дрезена. 
Пешеходный мост поблизости на Шёнхаузер-аллее (над проходящей под ним берлинской городской электричкой), где бегает трусцой Макс и Нике ездит на велосипеде к своим пациентам, сценарист Вольфганг Кольхаазе 25 лет назад обыгрывал в своём фильме «Соло Санни».
С юмором вплетены в музыкальный ряд фильма популярные шлягеры, которые исполняли известные певицы, например, Нана Мускури
«Guten Morgen, Sonnenschein»
 и другие: Марианна
Розенберг «Er gehört zu mir»; Вики Леандрос «Ich liebe das Leben». 
В списке из 100 наиболее популярных в Германии фильмов 2006 года «Лето на балконе» стоит на 37-м месте.

## Отзывы
Лексикон международных фильмов приводит мнение кинокритиков об убедительной игре актёров, почти документальном характере съёмок, о неожиданном сочетании смешного и серьёзного в ткани киноповествования, об удачном выборе музыкального фона.
На веб-портале «Filmstarts» отмечалось, что режиссёр Андреас Дрезен снял фильм метко и точно, с большой любовью к главным персонажам — двум подругам. Между небом и землёй они сидят на балконе, размышляя о своём пёстром и трудном существовании, в котором настоящие мужчины часто оказываются ложными.
Ежемесячный журнал «Cinema» обращал специальное внимание на выжидательный социальный климат объединённой Германии, отражённый в фильме о повседневных заботах и вечных человеческих ценностях — дружбе, любви, ответственности.

## Награды
- 2005 год — Bayerischer Rundfunk транслировал по баварскому телевидению церемонию награждения Андреаса Дрезена  «Баварской кинопремией[нем.]» за лучшую режиссуру[10].
- 2005 год — на 53-м кинофестивале в Сан-Себастьяне Андреас Дрезен за режиссуру фильма получил приз «Золотая раковина», а Вольфганг Кольхаазе за лучший сценарий — приз «Серебряная раковина»[11][12].
- 2005 год — на 41-м Международном кинофестивале в Чикаго Надя Уль и Инка Фридрих были отмечены призом международного жюри «Silver Hugo Award» как лучшие актрисы[12][13].
- 2006 год — «Немецкая кинопремия 2006[нем.]» была присвоена: за лучший фильм, лучшую режиссуру, лучший сценарий, за лучшие актёрские достижения — Инке Фридрих, Наде Уль и Андреасу Шмидту[14].
- 2006 год — Премия Эрнста Любича за лучшую режиссуру фильма[12].
- 2006 год — Премия немецких кинокритиков[нем.] за лучший сценарий фильма[1].
- 2006 год — Undine Award[нем.] за лучшие кинодебюты получили исполнители ролей второго плана: Макса, его одноклассницы, официантки в баре[1][15][16].